# Talpini
Pour l'espèce de Star Wars, voir talpini.
Tribu
Les Talpini sont une tribu de mammifères de la famille des Talpidés (Talpidae).

## Nomenclature et systématique

### Historique
La tribu des Talpini a été décrite par la naturaliste russe Johann Fischer von Waldheim en 1841. Ce taxon est issu du latin talpa qui signifie « taupe ».
Traditionnellement, les espèces de la famille des Talpidae sont classées dans l'ordre des Insectivora, un regroupement qui est progressivement abandonné au XXIe siècle.

### Classification détaillée
Selon le Système d'information taxonomique intégré (SITI ou ITIS en anglais) :
 Règne : Animalia ; sous-règne : Bilateria ; infra-règne : Deuterostomia ; Embranchement : Chordata ; Sous-embranchement : Vertebrata ; infra-embranchement : Gnathostomata ; super-classe : Tetrapoda ; Classe : Mammalia ; Sous-classe : Theria ; infra-classe : Eutheria ; ordre : Soricomorpha ; famille des Talpidae ; sous-famille des Talpinae .

### Liste des genres
Selon Mammal Species of the World (version 3, 2005)  (25 mai 2015) et ITIS (25 mai 2015) :
- genre Euroscaptor Miller, 1940
- genre Mogera Pomel, 1848
- genre Parascaptor Gill, 1875 - un taxon monotypique
- genre Scaptochirus Milne-Edwards, 1867 - un taxon monotypique
- genre Talpa Linnaeus, 1758

### Biographie
- Ronald M. Nowak: Walker's Mammals of the World. The Johns Hopkins University Press, Baltimore 1999,  (ISBN 0-8018-5789-9).
- Don E. Wilson, DeeAnn M. Reeder (Hrsg.): Mammal Species of the World. 3. Ausgabe. The Johns Hopkins University Press, Baltimore 2005,  (ISBN 0-8018-8221-4).